# Ma Tsun Kuen
Ma Tsun Kuen (en chino tradicional: 馬存坤) nació en An Hui (chino: 安徽, pinyin: Ānhuī), China, en 1907 y fue un reconocido maestro de Artes Marciales, entre ellas el Tai Chi Chuan (chino: 太极拳) estilo Yang (楊氏). Su escuela es una de las más relevantes de Argentina, con varias sedes en distintas ciudades.

## Formación inicial
Cuando tenía seis años, su familia se trasladó a la capital de la República de China - en esa época Nankín (南京)- y allí cursó sus estudios e inició el aprendizaje de las Artes Marciales Wu Shu (武术).
Practicó Shaolin Chuan (少林拳) hasta el tercer año de su vida universitaria. En esos años aprendió las técnicas de mano vacía y el uso de armas: cuchillo, Gun o palo (棍), Jian o espada recta (剑) y Dao o sable (刀) propios del Shaolín.
Por aquel entonces sólo existía la enseñanza de tipo tradicional y los alumnos atravesaban todo tipo de exigencias físicas, mentales y emocionales para fortalecer su temple y lograr un verdadero kung fu (destreza marcial).
Mientras completaba sus estudios de posgrado, Ma Tsun Kuen comenzó a trabajar formalmente como columnista de dos diarios de Nankín. A lo largo de su vida escribió gran cantidad de notas, artículos y ensayos de diferentes temas de la realidad china contemporánea y nueve libros referentes a la política y filosofía chinas.

## Contacto con el Tai Chi Chuan

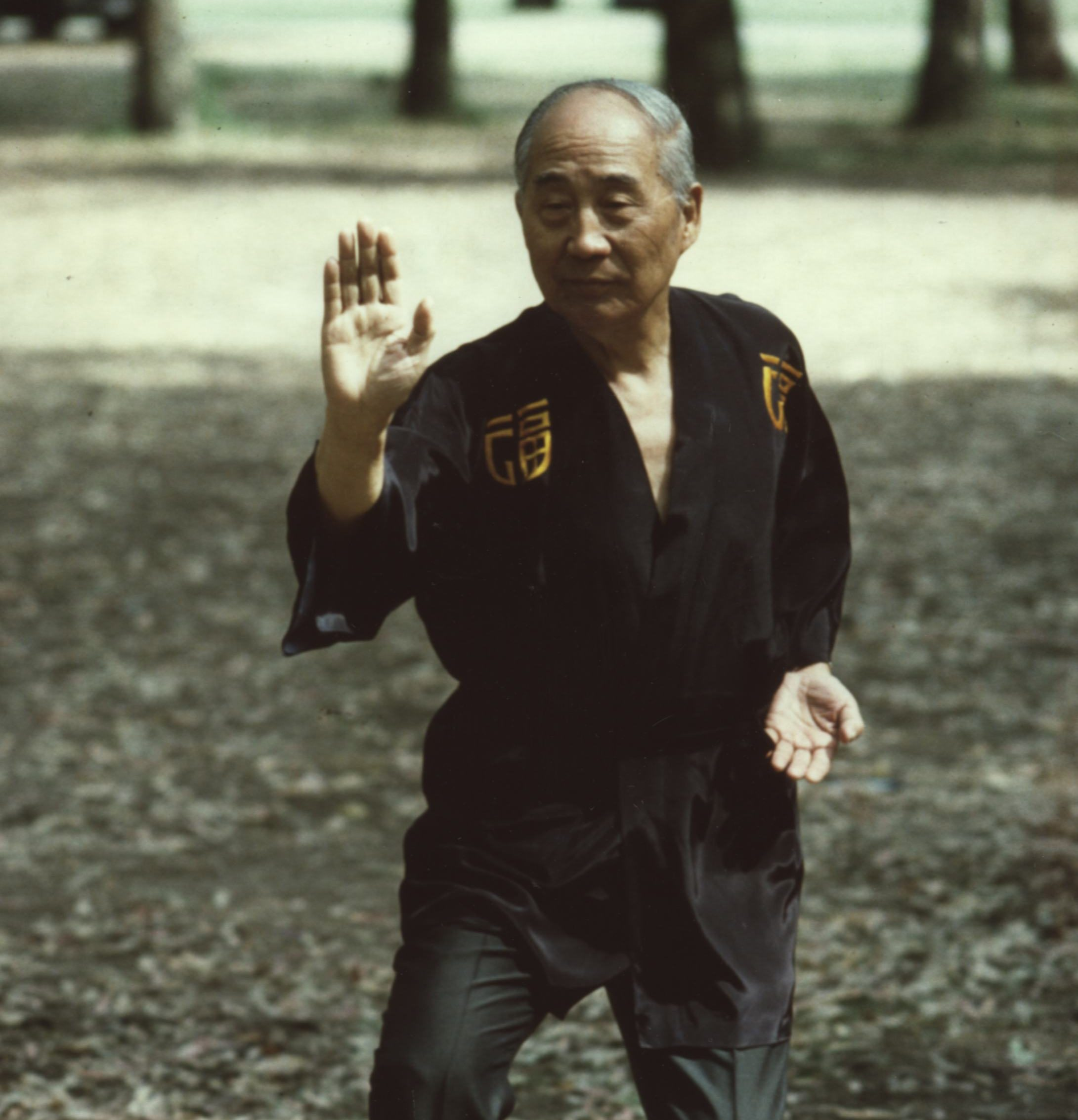
Maestro Ma Tsun Kuen.

Aunque practicó Shaolin Chuan (少林拳) durante casi veinte años, ya adulto sintió la necesidad de hacer otro tipo de ejercicios, tanto para mantener y fortalecer su salud, como para combatir las exigencias de su arduo trabajo.
En 1942, época en que Yang Chengfu (楊澄甫) ya hacía historia, atraído por su filosofía, se acercó al Tai Chi Chuan, disciplina a la cual le dedicó el resto de su vida.
Con el paso del tiempo descubrió las grandes diferencias que tenía con el Shaolin, tanto en su filosofía, como en la forma de practicarlo, donde no prevalecía el uso de la fuerza bruta en las técnicas, sino el manejo de la fuerza del oponente. Con el tiempo confirmó la existencia del significado del término Mian Chin (棉针) o "La aguja envuelta en algodón", utilizado para expresar la cualidad energética del Tai Chi Chuan.
Antes de llegar a Argentina a principios de los años 70, ya había practicado Tai Chi Chuan por más de treinta años, logrando perfeccionar formas, técnicas y trabajo energético y también se había impregnado de sus principios y filosofía.
En 1973 comenzó a enseñar Tai Chi Chuan en Argentina con su particular visión y experiencia del arte. Interesado en la investigación, gradualmente modificó algunos puntos de la enseñanza de este arte para hacer lo que le parecía más útil y razonable y mejorar el aprendizaje de sus alumnos.
Sostenía que era importante que el estudiante comprendiera que el Tai Chi no es únicamente lento y de práctica individual.
En la Argentina este arte era desconocido; apenas su nombre y tal vez algunas secuencias de movimientos comenzaban a llegar y para aquel entonces un halo de misterio y de ignorancia envolvía su práctica.
No existía quién enseñase las aplicaciones marciales y empezaban a instalarse los primeros "malentendidos" de cómo practicarlo. Por eso el Maestro Ma, desde el comienzo, enfatizó sobre la diferencia entre suavidad y debilidad. Conceptos que hasta hoy en día se siguen confundiendo.
"Los movimientos deben permitir neutralizar un ataque. Esto significa que el Tai Chi Chuan no es solamente para la salud, sino que también sirve como defensa, aunque uno no tenga necesidad de usarlo en toda su vida." - decía el Maestro Ma.
A partir de su enseñanza, los alumnos empezaron a descubrir las aplicaciones marciales de este arte. Desde el comienzo enseñó también la práctica del Tui Shou (manos que empujan) para el desarrollo del Tong Ching (energía que comprende).
Viendo que la práctica existente era demasiado laxa y los practicantes no tenían resistencia a los golpes, el Maestro Ma enseñó un set de Chi Kung marcial, que se denomina I Chin Kung. En él se combinan elementos del Ba Duan Jing (八缎经) y el I Jin Jing con una perspectiva muy particular.
El Maestro modificó la Forma Larga tomando en cuenta sus características y su rica experiencia marcial, aunque siempre respetando los principios de sus creadores. Años después recreó dos formas de Tai Chi: la Forma Corta, con el fin de explotar el potencial marcial de la Forma Larga y utilizarla como base de entrenamiento, y el Kuai Shou (快手) para practicar con gran velocidad.
Enseñó el manejo del Sable (太极刀) y la Espada de Tai Chi (太极剑), como así también una secuencia avanzada de Tai Chi Chuan, que se realiza en pareja, llamada San Shou Tui Ta (散手推打) o manos que dispersan, empujan y golpean.
En 1979 fundó la Asociación Argentina de Tai Chi Chuan, entidad sin fines de lucro pionera en su tipo en el país, e instituyó de esta manera la primera escuela estructurada específicamente de Tai Chi Chuan. Adquiriendo renombre como Maestro, se integró a las entidades de Tai Chi Chuan de la República de Taiwán.
El Maestro Ma Tsun Kuen falleció en la ciudad de Buenos Aires, Argentina, en el año 1993.